# Juan Sebastián Cabal
Juan Sebastián Cabal Valdés (Cali; 25 de abril de 1986) es un extenista colombiano.
Su mayor ranking en dobles es N°1 del ranking ATP, conseguido tras consagrarse en Wimbledon 2019 junto a Robert Farah y en individuales fue 184.º en febrero de 2011 después de alcanzar la final en el challenger de Medellín y el Future en Manizales y las semifinales en el challenger de Cali y Bogotá. Fue el segundo tenista colombiano en conseguir un título de Grand Slam tras ganar el Abierto de Australia 2017 en la modalidad de Dobles Mixtos junto a la estadounidense Abigail Spears; junto con Robert Farah alcanza por segunda vez una final de Grand Slam en dobles masculinos quedando subcampeones del Abierto de Australia 2018 y, posteriormente, campeones de Wimbledon 2019 y el US Open 2019.

## Carrera

### 2009
Este año se considera como su debut en un Torneo ATP y en un Grand Slam. Obtuvo la mejor actuación de su carrera por su actuación en el dobles del Torneo de Roland Garros, junto al argentino Eduardo Schwank llegando a la final del torneo, haciendo historia en el tenis colombiano. Resultaron victoriosos en semifinales ante los número 1 del ranking mundial ATP, los hermanos Mike y Bob Bryan con parciales 7-6 (4) y 6-3. Posteriormente cayeron derrotados en la final frente a la pareja formada por Daniel Nestor y Max Mirnyi, campeones de este torneo con parciales 6-7(3) 6-3 4-6.
En el Campeonato de Wimbledon, su segundo Grand Slam, debutó en primera ronda, con su compatriota Robert Farah en dobles, ganándoles a la pareja integrada por el pakistaní Aisam Qureshi (8 del mundo en dobles) y el indio Rohan Bopanna (9 del mundo), quienes en el ranking de “equipos de la ATP” son los número 5 del mundo, con parciales 2-6, 6-2 y 21-19, en segunda ronda vencieron en tres sets a la pareja conformada por el estadounidense Michael Russell y el kazajo Mijaíl Kukushkin, con parciales 6-4, 6-2 y 6-3.

### 2013
En el Abierto de Australia, la pareja colombiana conformada por Robert Farah y Juan Sebastián Cabal logran pasar a los cuartos de final.
En el mes de noviembre y haciendo dupla con su compatriota Alejandro González se coronó campeón del torneo de dobles del Seguros Bolívar Open Bogotá, torneo que se disputó en el Club Campestre El Rancho. Se impusieron ante la pareja, también local, formada por Nicolás Barrientos y Eduardo Struvay con parciales 6-3 y 6-2 en un partido que se había suspendido la jornada anterior por lluvia cuando se había terminado el primer set.

### 2014
Haciendo dupla con su compatriota Robert Farah, consiguieron en el mes de enero su primer título profesional del año al coronarse en el torneo de dobles del Bucaramanga Open 2014.
Los caleños, aseguraron el título al vencer en la final a la dupla del colombiano Juan Carlos Spir y el estadounidense Kevin King, con parciales 7-6(3) y 6-3, en 1 hora y 13 minutos de partido.
Nuevamente junto a Farah, en el mes de febrero, consiguió el primer título de su carrera en torneos ATP World Tour, al coronarse campeón del torneo de dobles del ATP 500 de Río de Janeiro, en Brasil. En la que era, además, su primera final en un torneo ATP 500, los colombianos aseguraron su primer título en un torneo de esta magnitud al vencer en la final de este domingo a la pareja que conformaron el brasileño Marcelo Melo, 5.º del mundo en dobles, y el español David Marrero, número 7 del mundo en esta misma modalidad, sobre quienes vencieron con parciales 6-4 y 6-2 en una hora y 9 minutos de partido. Los colombianos venían de eliminar el viernes en semifinales a la pareja que aparecía como favorita número 1 al título del torneo, conformada por el brasileño Bruno Soares y el austriaco Alexander Peya.
La dupla de colombianos conformada por Juan Sebastián Cabal y Nicolás Barrientos, se quedó con el subcampeonato del Torneo de Bogotá 2014 de la categoría ATP World Tour 250, al caer ante la pareja de australianos Samuel Groth y Chris Guccione con parciales de 7-6 (7-5), 6-7 (3-7) y 11-9. Cabal y Barrientos cayeron en dos sets y un superdesempate ante los australianos en 1 hora y 48 minutos de partido.

### 2018
El 2018 no podría empezar mejor para la dupla colombiana con Robert Farah quedando por primera vez subcampeones de un Grand Slam, luego de perder por doble 6-4 frente al austriaco Oliver Marach y el croata Mate Pavić en el Abierto de Australia 2018. Con este logro los colombianos lograron ascender 28 posiciones en el ranking ATP llegando a su mejor posición en su carrera, logrando ser la segunda mejor pareja del mundo y logrando llegar al puesto número 14 individual en dobles siendo su mejor ranking en su carrera.
Además, se coronaron campeones, otra vez con Robert Farah como dupla, del Masters de Roma, al vencer al español Carreño Busta y al portugués Sousa con parciales de 3-6, 6-4 y 10-4.

### 2019
En el 2019 llegaría su consagración y el mejor puesto en el escalafón mundial de parejas, quedando por primera vez campeones de dobles de un Grand Slam en Wimbledon , luego de imponerse a la pareja francesa Nicolas Mahut y Édouard Roger-Vasselin . Con este logro los colombianos lograron ascender a la primera posición en el ranking ATP llegando a la mejor posición en su carrera, logrando ser la mejor pareja del mundo.  siendo este su mejor ranking en su carrera.

## Torneos de Grand Slam

### Dobles

#### Campeón (2)
| Año  | Torneo             | Pareja       | Oponentes en la final                | Resultado                           |
| 2019 | Wimbledon          | Robert Farah | Nicolas Mahut Édouard Roger-Vasselin | 6-7(5), 7-6(5), 7-6(6), 6-7(5), 6-3 |
| 2019 | Abierto de EE. UU. | Robert Farah | Marcel Granollers Horacio Zeballos   | 6-4, 7-5                            |

#### Finalista (2)
| Año  | Torneo               | Pareja          | Oponentes en la final    | Resultado        |
| 2011 | Roland Garros        | Eduardo Schwank | Max Mirnyi Daniel Nestor | 6-7(3), 6-3, 4-6 |
| 2018 | Abierto de Australia | Robert Farah    | Oliver Marach Mate Pavić | 4-6, 4-6         |

### Dobles mixto

#### Campeón (1)
| Año  | Torneo               | Pareja         | Oponentes en la final  | Resultado |
| 2017 | Abierto de Australia | Abigail Spears | Sania Mirza Ivan Dodig | 6-2, 6-4  |

## Títulos ATP (20; 0+20)

### Dobles (20)
| Leyenda                         |
| Grand Slam (2)                  |
| ATP Wourld Tour Finals (0)      |
| ATP Masters 1000 World Tour (2) |
| ATP World Tour 500 series (6)   |
| ATP World Tour 250 series (10)  |

| N.º | Fecha                   | Torneo            | Superficie        | Pareja       | Oponentes en la final                | Resultado                           |
| --- | ----------------------- | ----------------- | ----------------- | ------------ | ------------------------------------ | ----------------------------------- |
| 1.  | 23 de febrero de 2014   | Río de Janeiro    | Tierra batida     | Robert Farah | David Marrero Marcelo Melo           | 6-4, 6-2                            |
| 2.  | 23 de agosto de 2014    | Winston-Salem     | Dura              | Robert Farah | Jamie Murray John Peers              | 6-3, 6-4                            |
| 3.  | 15 de febrero de 2015   | São Paulo         | Tierra batida (i) | Robert Farah | Paolo Lorenzi Diego Schwartzman      | 6-4, 6-2                            |
| 4.  | 23 de mayo de 2015      | Ginebra           | Tierra batida     | Robert Farah | Raven Klaasen Yen-Hsun Lu            | 7-5, 4-6, [10-7]                    |
| 5.  | 14 de febrero de 2016   | Buenos Aires      | Tierra batida     | Robert Farah | Íñigo Cervantes Paolo Lorenzi        | 6-3, 6-0                            |
| 6.  | 21 de febrero de 2016   | Río de Janeiro    | Tierra batida     | Robert Farah | Pablo Carreño David Marrero          | 7-6(5), 6-1                         |
| 7.  | 21 de mayo de 2016      | Niza              | Tierra batida     | Robert Farah | Mate Pavić Michael Venus             | 4-6, 6-4 [10-8]                     |
| 8.  | 23 de octubre de 2016   | Moscú             | Dura (i)          | Robert Farah | Julian Knowle Jürgen Melzer          | 7-5, 4-6, [10-5]                    |
| 9.  | 19 de febrero de 2017   | Buenos Aires      | Tierra batida     | Robert Farah | Santiago González David Marrero      | 6-1, 6-4                            |
| 10. | 7 de mayo de 2017       | Múnich            | Tierra batida     | Robert Farah | Jérémy Chardy Fabrice Martin         | 6-3, 6-3                            |
| 11. | 5 de agosto de 2017     | Los Cabos         | Dura              | Treat Huey   | Sergio Galdos Roberto Maytín         | 6-2, 6-3                            |
| 12. | 20 de mayo de 2018      | Roma              | Tierra batida     | Robert Farah | Pablo Carreño João Sousa             | 3-6, 6-4, [10-4]                    |
| 13. | 28 de abril de 2019     | Barcelona         | Tierra batida     | Robert Farah | Jamie Murray Bruno Soares            | 6-4, 7-6(4)                         |
| 14. | 19 de mayo de 2019      | Roma              | Tierra batida     | Robert Farah | Raven Klaasen Michael Venus          | 6-1, 6-3                            |
| 15. | 28 de junio de 2019     | Eastbourne        | Hierba            | Robert Farah | Máximo González Horacio Zeballos     | 3-6, 7-6(4), [10-6]                 |
| 16. | 13 de julio de 2019     | Wimbledon         | Hierba            | Robert Farah | Nicolas Mahut Édouard Roger-Vasselin | 6-7(5), 7-6(5), 7-6(6), 6-7(5), 6-3 |
| 17. | 6 de septiembre de 2019 | Abierto de EE.UU. | Dura              | Robert Farah | Marcel Granollers Horacio Zeballos   | 6-4, 7-5                            |
| 18. | 20 de marzo de 2021     | Dubái             | Dura              | Robert Farah | Nikola Mektić Mate Pavić             | 7-6(0), 7-6(4)                      |
| 19. | 25 de abril de 2021     | Barcelona         | Tierra batida     | Robert Farah | Kevin Krawietz Horia Tecău           | 6-4, 6-2                            |
| 20. | 31 de octubre de 2021   | Viena             | Dura (i)          | Robert Farah | Rajeev Ram Joe Salisbury             | 6-4, 6-2                            |

#### Finalista (26)
| N.º | Fecha                 | Torneo               | Superficie        | Pareja             | Oponentes en la final                 | Resultado              |
| --- | --------------------- | -------------------- | ----------------- | ------------------ | ------------------------------------- | ---------------------- |
| 1.  | 4 de junio de 2011    | Roland Garros        | Tierra batida     | Eduardo Schwank    | Max Mirnyi Daniel Nestor              | 6-7(3), 6-3, 4-6       |
| 2.  | 23 de junio de 2012   | 's-Hertogenbosch     | Hierba            | Dmitry Tursunov    | Robert Lindstedt Horia Tecau          | 3-6, 6-7(1)            |
| 3.  | 25 de mayo de 2013    | Niza                 | Hierba            | Robert Farah       | Johan Brunström Raven Klaasen         | 3-6, 2-6               |
| 4.  | 5 de enero de 2014    | Brisbane             | Dura              | Robert Farah       | Mariusz Fyrstenberg Daniel Nestor     | 7-6(4), 4-6, [7-10]    |
| 5.  | 8 de febrero de 2014  | Viña del Mar         | Tierra batida     | Robert Farah       | Oliver Marach Florin Mergea           | 3-6, 4-6               |
| 6.  | 2 de marzo de 2014    | São Paulo            | Tierra batida (i) | Robert Farah       | Guillermo García-López Philipp Oswald | 7-5, 4-6, [13-15]      |
| 7.  | 29 de marzo de 2014   | Miami                | Dura              | Robert Farah       | Bob Bryan Mike Bryan                  | 6-7(8), 4-6            |
| 8.  | 20 de julio de 2014   | Bogotá               | Dura              | Nicolás Barrientos | Samuel Groth Chris Guccione           | 6-7(5), 7-6(3), [9-11] |
| 9.  | 26 de julio de 2015   | Bastad               | Tierra batida     | Robert Farah       | Jérémy Chardy Łukasz Kubot            | 7-6(6), 3-6, [8-10]    |
| 10. | 2 de agosto de 2015   | Hamburgo             | Tierra batida     | Robert Farah       | Jamie Murray John Peers               | 6-2, 3-6, [8-10]       |
| 11. | 11 de octubre de 2015 | Tokio                | Dura              | Robert Farah       | Raven Klaasen Marcelo Melo            | 6-7(5), 6-3, [7-10]    |
| 12. | 1 de mayo de 2016     | Múnich               | Tierra batida     | Robert Farah       | Henri Kontinen John Peers             | 3-6, 6-3, [7-10]       |
| 13. | 25 de febrero de 2017 | Río de Janeiro       | Tierra batida     | Robert Farah       | Pablo Carreño Pablo Cuevas            | 4-6, 7-5, [8-10]       |
| 14. | 30 de abril de 2017   | Budapest             | Tierra batida     | Robert Farah       | Brian Baker Nikola Mektić             | 6-7(2), 4-6            |
| 15. | 27 de mayo de 2017    | Ginebra              | Tierra batida     | Robert Farah       | Jean-Julien Rojer Horia Tecău         | 6-2, 6-7(9), [6-10]    |
| 16. | 27 de enero de 2018   | Abierto de Australia | Dura              | Robert Farah       | Oliver Marach Mate Pavić              | 4-6, 4-6               |
| 17. | 18 de febrero de 2018 | Buenos Aires         | Tierra batida     | Robert Farah       | Andrés Molteni Horacio Zeballos       | 3-6, 7-5, [3-10]       |
| 18. | 19 de agosto de 2018  | Cincinnati           | Dura              | Robert Farah       | Jamie Murray Bruno Soares             | 6-4, 3-6, [6-10]       |
| 19. | 12 de enero de 2019   | Sídney               | Dura              | Robert Farah       | Jamie Murray Bruno Soares             | 4-6, 3-6               |
| 20. | 18 de agosto de 2019  | Cincinnati           | Dura              | Robert Farah       | Ivan Dodig Filip Polášek              | 6-4, 4-6, [6-10]       |
| 21. | 29 de febrero de 2020 | Acapulco             | Dura              | Robert Farah       | Łukasz Kubot Marcelo Melo             | 6-7(6), 7-6(4), [9-11] |
| 22. | 17 de octubre de 2020 | Cerdeña              | Tierra batida     | Robert Farah       | Marcus Daniell Philipp Oswald         | 3-6, 4-6               |
| 23. | 7 de febrero de 2021  | Melbourne I          | Dura              | Robert Farah       | Jamie Murray Bruno Soares             | 3-6, 6-7(7)            |
| 24. | 17 de abril de 2022   | Montecarlo           | Tierra batida     | Robert Farah       | Rajeev Ram Joe Salisbury              | 4-6, 6-3, [7-10]       |
| 25. | 8 de mayo de 2022     | Madrid               | Tierra batida     | Robert Farah       | Wesley Koolhof Neal Skupski           | 7-6(4), 4-6, [5-10]    |
| 26. | 26 de febrero de 2023 | Río de Janeiro       | Tierra batida     | Marcelo Melo       | Máximo González Andrés Molteni        | 1-6, 6-7(3)            |

## ATP Challenger Tour

### Individuales
| Número | Fecha      | Torneo                       | Superficie | Rival en la final | Resultado   |
| ------ | ---------- | ---------------------------- | ---------- | ----------------- | ----------- |
| 1.     | 26.09.2011 | Challenger de Aguascalientes | Tierra     | Robert Farah      | 6-4, 7-6(3) |

### Dobles
| Número | Fecha      | Torneo                         | Superficie | Pareja             | Rivales en la final                  | Resultado           |
| ------ | ---------- | ------------------------------ | ---------- | ------------------ | ------------------------------------ | ------------------- |
| 1.     | 21.08.2008 | Challenger de Cali (1)         | Tierra     | Alejandro Falla    | Brian Dabul Horacio Zeballos         | 7-6(6), 6-3         |
| 2.     | 28.08.2008 | Challenger de Bogotá (1)       | Tierra     | Alejandro Falla    | Alejandro Fabbri Horacio Zeballos    | 3-6, 7-6(7), [10-8] |
| 3.     | 16.11.2008 | Challenger de Medellín (1)     | Tierra     | Alejandro Falla    | Víctor Estrella Juan-Pablo Amado     | 3-4, ret.           |
| 4.     | 18.07.2010 | Challenger de Bogotá (2)       | Tierra     | Robert Farah       | Víctor Estrella Alejandro González   | 7-6(6), 6-4         |
| 5.     | 07.11.2010 | Challenger de Medellín (2)     | Tierra     | Robert Farah       | Franco Ferreiro André Sá             | 6-3, 7-5            |
| 6.     | 13.11.2010 | Challenger de Guayaquil        | Tierra     | Robert Farah       | Franco Ferreiro André Sá             | 7-5, 7-6(3)         |
| 7.     | 30.01.2011 | Challenger de Bucaramanga      | Tierra     | Robert Farah       | Pablo Galdon Andrés Molteni          | 6-1, 6-2            |
| 8.     | 20.03.2011 | Challenger de San José         | Dura       | Robert Farah       | Luis Díaz-Barriga Santiago González  | 6-3, 6-3            |
| 9.     | 08.05.2011 | Challenger de Roma-2           | Tierra     | Robert Farah       | Santiago González Travis Rettenmaier | 2-6, 6-3, [11-9]    |
| 10.    | 01.08.2011 | Challenger de Campos do Jordão | Dura       | Robert Farah       | Ricardo Hocevar Júlio Silva          | 6-2, 6-3            |
| 11.    | 08.08.2011 | Challenger de Binghamton       | Dura       | Robert Farah       | Treat Conrad Huey Frederik Nielsen   | 6-4, 6-3            |
| 12.    | 19.09.2011 | Challenger de Cali (2)         | Tierra     | Robert Farah       | Facundo Bagnis Eduardo Schwank       | 7-5, 6-2            |
| 13.    | 16.09.2012 | Challenger de Cali (3)         | Tierra     | Robert Farah       | Marcelo Demoliner João Souza         | 6-3, 7-6(4)         |
| 14.    | 07.10.2012 | Challenger de Quito            | Tierra     | Carlos Salamanca   | Marcelo Demoliner João Souza         | 7-6(7), 7-6(4)      |
| 15.    | 22.09.2013 | Challenger de Kaohsiung        | Dura       | Robert Farah       | Yuki Bhambri Wang Chieh-fu           | 6-4, 6-2            |
| 16.    | 10.11.2013 | Challenger de Bogotá (3)       | Tierra     | Alejandro González | Nicolás Barrientos Eduardo Struvay   | 6-3, 6-2            |
| 17.    | 25.01.2014 | Challenger de Bucaramanga (2)  | Tierra     | Robert Farah       | Kevin King Juan Carlos Spir          | 7-6(3), 6-3         |

## Clasificación histórica
| Torneo                      | 2011 | 2012 | 2013         | 2014         | 2015         | 2016 | 2017         | 2018         | 2019         | 2020         | 2021 | 2022 | G-P   | Títulos |
| --------------------------- | ---- | ---- | ------------ | ------------ | ------------ | ---- | ------------ | ------------ | ------------ | ------------ | ---- | ---- | ----- | ------- |
| Torneos Grand Slam          |      |      |              |              |              |      |              |              |              |              |      |      |       |         |
| Australian Open             | A    | 2R   | CF           | 1R           | 2R           | 3R   | 3R           | F            | 1R           | 2R           | 2R   | 2R   | 17-11 | 0       |
| Roland Garros               | F    | 3R   | 3R           | 1R           | 1R           | 1R   | SF           | CF           | SF           | SF           | SF   | 1R   | 24-11 | 0       |
| Wimbledon                   | 3R   | 1R   | 3R           | 3R           | 2R           | 2R   | 2R           | 3R           | G            | A            | CF   | SF   | 24-10 | 1       |
| US Open                     | 2R   | 1R   | 1R           | 2R           | 2R           | 1R   | 3R           | SF           | G            | 2R           | 1R   | SF   | 20-10 | 1       |
| Juegos Olímpicos            |      |      |              |              |              |      |              |              |              |              |      |      |       |         |
| Juegos Olímpicos            | NC   | 1R   | No Celebrado | No Celebrado | No Celebrado | 2R   | No Celebrado | No Celebrado | No Celebrado | No Celebrado | CF   | No   | 3-3   | 0       |
| ATP World Tour Masters 1000 |      |      |              |              |              |      |              |              |              |              |      |      |       |         |
| Indian Wells                | A    | 1R   | 2R           | A            | 2R           | 1R   | A            | 1R           | CF           | A            | A    | 2R   | 5-7   | 0       |
| Miami                       | A    | CF   | 1R           | F            | 2R           | A    | 1R           | CF           | 2R           | A            | 2R   | 1R   | 12-9  | 0       |
| Montecarlo                  | A    | 2R   | A            | 2R           | 1R           | SF   | A            | CF           | 2R           | A            | SF   | F    | 10-7  | 0       |
| Madrid                      | A    | 2R   | A            | SF           | CF           | 1R   | 2R           | SF           | 1R           | -            | 1R   | F    | 16-10 | 0       |
| Roma                        | A    | 2R   | A            | 1R           | CF           | 1R   | A            | G            | G            | 2R           | 1R   | 1R   | 8-7   | 2       |
| Canadá                      | A    | A    | A            | 1R           | A            | A    | 2R           | 2R           | 1R           | -            | CF   | 1R   | 2-6   | 0       |
| Cincinnati                  | SF   | 2R   | A            | 2R           | 2R           | A    | 2R           | F            | F            | 1R           | SF   | 1R   | 16-10 | 0       |
| Shanghái                    | A    | A    | A            | CF           | CF           | 2R   | 2R           | SF           | CF           | -            | A    |      | 10-6  | 0       |
| París                       | A    | A    | A            | 2R           | 2R           | 1R   | 2R           | 2R           | 2R           | -            | CF   |      | 5-7   | 0       |